# Lizzy Borden
Lizzy Borden — американская метал-группа, созданная в 1983 году в Лос-Анджелесе, США и совмещающая хэви-метал, с элементами пауэр-метал и глэм-метал. Группа четыре раза попадала в чарт Billboard 200. В настоящее время дискография коллектива насчитывает 6 альбомов, последний из которых, «My Midnight Things», вышел в 2018-м году.

## Состав
- Нынешний состав
- Грегори Харджес - вокал (1983–1996, 1999–2004, 2006 – настоящее время)
- Джоуи Харджес  - ударные (1983–1996, 1999–2004, 2006 – настоящее время)
- Мартен Андерссон - бас-гитара (1992–1996, 1999–2004, 2006-настоящее время)
- Айра Блэк - гитара (2006–2008, 2014 – настоящее время)
- Бывшие участники
  - Джин Аллен - гитара (1983–1988)
  - Тони Матузак - гитара (1983–1985; умер в 2021)
  - Стив Хоххайзер - бас-гитара (1983)
  - Майкл Дэвис - бас-гитара (1983–1988)
  - Алекс Нельсон - гитара (1985–1987, 1999–2004; умер в 2004)
  - Джо Холмс - гитара (1987–1988)
  - Брайан Перри - бас-гитара (1989–1992)
  - Дэвид Филипс - гитара (1989–1996)
  - Кори Джеймс Даум - гитара (1989–1996; умер в 2009 году)
  - Ронни Джуд - гитары (1989)
  - Крис Сандерс - гитара (2007-2010)
  - Дарио Лорина - гитара (2010–2014)
  - AC Александр - гитара (2010–2014)

## Дискография

### Студийные альбомы
- Love You to Pieces (1985)
- Menace to Society (1986)
- Visual Lies (1987)
- Master of Disguise (1989)
- Deal with the Devil (2000)
- If It Ain’t Broke, Break It! (as Starwood) (2004)
- Appointment with Death (2007)
- My Midnight Things (2018)

### EPs
- Give 'Em the Axe (1984)
- Terror Rising (1987)